# Rap Attack
Rap Attack è una raccolta del gruppo Old school rap Whodini.

## Tracce
1. Friends
2. One Love
3. Funky Beat
4. Haunted House of Rock
5. Big Mouth
6. Freaks Come Out at Night
7. Be Yourself
8. Magic's Wand
9. Growing Up
10. Five Minutes of Funk